# Halina Kucharska

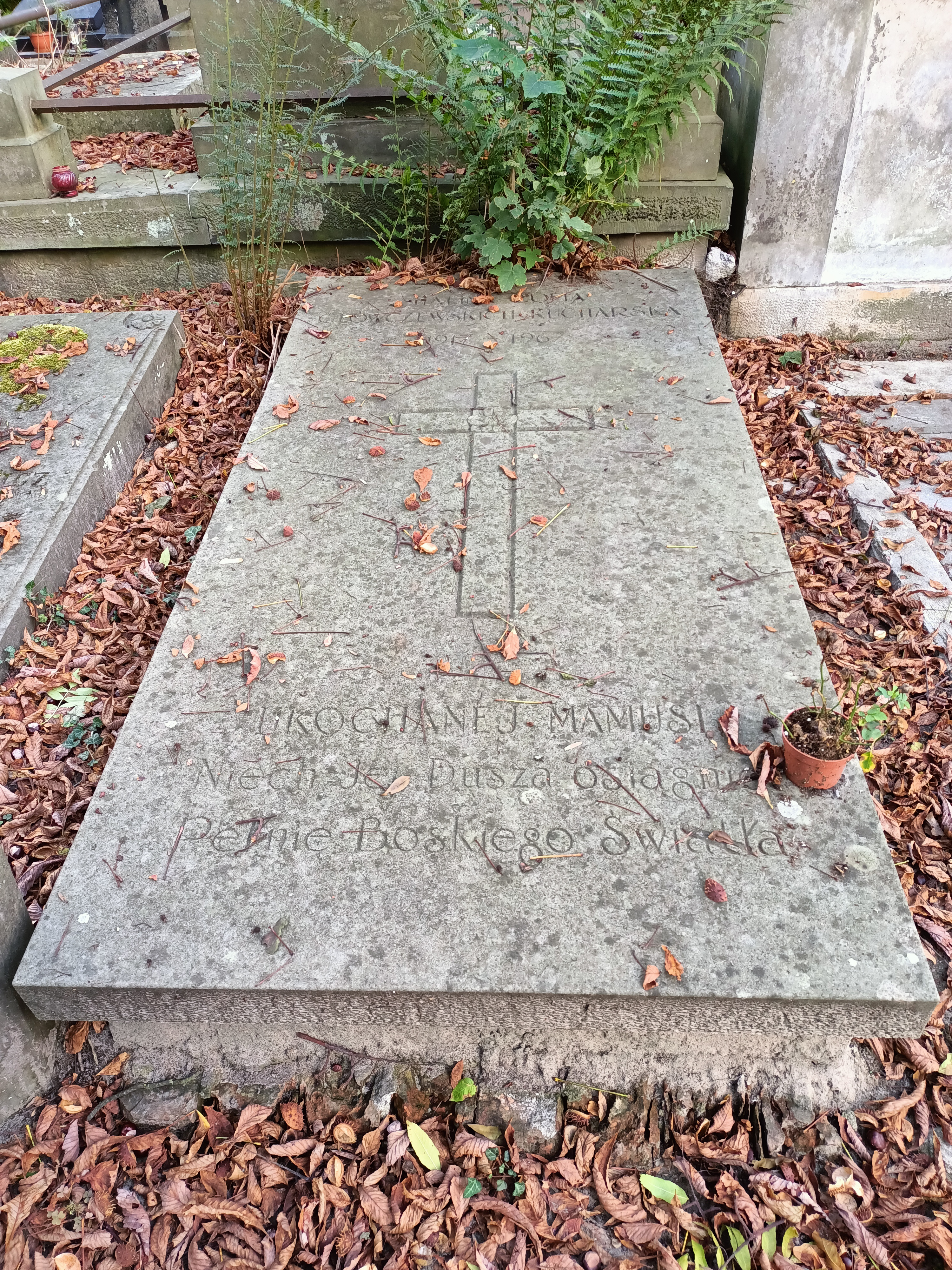
Grób Haliny Kucharskiej na Cmentarzu Powązkowskim w Warszawie

Halina Zofia Kucharska (ur. 14 grudnia 1917 w Kaszubie k. Rzeszowa, zm. 30 listopada 1967 w Warszawie) – polska ceramiczka, malarka, projektantka biżuterii.

## Życiorys
Ukończyła Studia na Akademii Sztuk Pięknych w Warszawie (1934–1938) pod kierunkiem Tadeusza Pruszkowskiego. W latach 50. i 60 XX w. pracowała jako projektantka biżuterii glinianej dla Domu Mody „Telimena” w Łodzi oraz w Biurze Nadzoru Estetyki Produkcji i w Instytucie Wzornictwa Przemysłowego. Projektowała ceramikę, w tym m.in.: wazony, kafle i plakietki. Zaprojektowała m.in. znaczki dla Polskich Linii Lotniczych LOT. W latach 1960–1967 należała do Komisji Artystycznej „Cepelii”, ponadto była konsultantką i kierowniczką artystyczną Zrzeszenia Przemysłu Jubilerskiego w Polsce. Jako malarka akwarelistka malowała m.in. pejzaże z Bułgarii, Kaukazu i Kazimierza Dolnego.
Została pochowana na Starych Powązkach w Warszawie (kw. 33, rz. 5, miejsce 15).

## Wystawy zbiorowe
- I Ogólnopolska Wystawy Architektury Wnętrz i Sztuki Dekoracyjnej, Zachęta (1952)
- Wystawa Porcelany, Instytut Wzornictwa Przemysłowego, Kordegarda (1958)
- Sztuka Użytkowa w XV-lecie PRL, Zachęta (1963)
- V Ogólnopolska Wystawa Tkanina, Ceramika, Szkło, Zachęta (1964)
- Wystawa objazdowa polskiej sztuki użytkowej, Węgry, Rumunia, Czechosłowacja
- Wystawa Polskiej Sztuki Użytkowej, Jugosławia, Austria (1965)
- Ogólnopolska Wystawa Biżuterii Artystycznej, Muzeum Śląskie we Wrocławiu (1968)[2]